# Terville
Terville (fràncic lorenès Tierwen) és un municipi francès situat al departament del Mosel·la i a la regió del Gran Est. L'any 2007 tenia 6.479 habitants.

## Demografia

### Població
El 2007 la població de fet de Terville era de 6.479 persones. Hi havia 2.736 famílies, de les quals 904 eren unipersonals (336 homes vivint sols i 568 dones vivint soles), 760 parelles sense fills, 808 parelles amb fills i 264 famílies monoparentals amb fills.
La població ha evolucionat segons el següent gràfic:
Habitants censats

### Habitatges
El 2007 hi havia 2.974 habitatges, 2.810 eren l'habitatge principal de la família, 5 eren segones residències i 159 estaven desocupats. 1.552 eren cases i 1.390 eren apartaments. Dels 2.810 habitatges principals, 1.399 estaven ocupats pels seus propietaris, 1.378 estaven llogats i ocupats pels llogaters i 34 estaven cedits a títol gratuït; 72 tenien una cambra, 201 en tenien dues, 722 en tenien tres, 764 en tenien quatre i 1.050 en tenien cinc o més. 2.002 habitatges disposaven pel capbaix d'una plaça de pàrquing. A 1.360 habitatges hi havia un automòbil i a 1.020 n'hi havia dos o més.

### Piràmide de població
La piràmide de població per edats i sexe el 2009 era:
| Homes | Edats   | Dones |
| ----- | ------- | ----- |
| 4     | 95 o +  | 12    |
| 12    | 90 a 94 | 32    |
| 20    | 85 a 89 | 52    |
| 24    | 80 a 84 | 36    |
| 92    | 75 a 79 | 144   |
| 144   | 70 a 74 | 216   |
| 132   | 65 a 69 | 144   |
| 120   | 60 a 64 | 156   |
| 120   | 55 a 59 | 120   |
| 180   | 50 a 54 | 204   |
| 268   | 45 a 49 | 204   |
| 332   | 40 a 44 | 320   |
| 268   | 35 a 39 | 268   |
| 208   | 30 a 34 | 216   |
| 228   | 25 a 29 | 232   |
| 168   | 20 a 24 | 144   |
| 316   | 15 a 19 | 212   |
| 248   | 10 a 14 | 208   |
| 260   | 5 a 9   | 172   |
| 116   | 0 a 4   | 160   |

## Economia
El 2007 la població en edat de treballar era de 4.358 persones, 3.258 eren actives i 1.100 eren inactives. De les 3.258 persones actives 2.924 estaven ocupades (1.564 homes i 1.360 dones) i 334 estaven aturades (169 homes i 165 dones). De les 1.100 persones inactives 282 estaven jubilades, 380 estaven estudiant i 438 estaven classificades com a «altres inactius».

### Ingressos
El 2009 a Terville hi havia 2.757 unitats fiscals que integraven 6.369 persones, la mediana anual d'ingressos fiscals per persona era de 17.186 €.

### Activitats econòmiques
Dels 256 establiments que hi havia el 2007, 1 era d'una empresa extractiva, 8 d'empreses alimentàries, 10 d'empreses de fabricació d'altres productes industrials, 19 d'empreses de construcció, 108 d'empreses de comerç i reparació d'automòbils, 7 d'empreses de transport, 13 d'empreses d'hostatgeria i restauració, 7 d'empreses financeres, 12 d'empreses immobiliàries, 16 d'empreses de serveis, 41 d'entitats de l'administració pública i 14 d'empreses classificades com a «altres activitats de serveis».
Dels 51 establiments de servei als particulars que hi havia el 2009, 1 era una oficina de correu, 2 oficines bancàries, 1 funerària, 17 tallers de reparació d'automòbils i de material agrícola, 3 establiments de lloguer de cotxes, 1 paleta, 4 fusteries, 3 lampisteries, 3 electricistes, 1 empresa de construcció, 5 perruqueries, 8 restaurants, 1 agència immobiliària i 1 tintoreria.
Dels 57 establiments comercials que hi havia el 2009, 2 eren supermercats, 1 un supermercat, 1 una botiga de més de 120 m², 6 fleques, 2 carnisseries, 2 llibreries, 8 botigues de roba, 2 botigues d'equipament de la llar, 2 sabateries, 5 botigues d'electrodomèstics, 8 botigues de mobles, 6 botigues de material esportiu, 3 botigues de material de revestiment de parets i terra, 5 drogueries i 4 floristeries.
L'any 2000 a Terville hi havia 3 explotacions agrícoles.

## Equipaments sanitaris i escolars
El 2009 hi havia 2 farmàcies i 1 ambulància.
El 2009 hi havia 2 escoles elementals.

## Poblacions més properes
El següent diagrama mostra les poblacions més properes.